# Certance
Certance原本是希捷公司（Seagate）所屬的磁帶事業部門，之後希捷公司為了更專注於硬碟方面的業務，將該部門於2000年分立（Spin-Off）成獨立的公司。Certance公司的總部位在美國加州的科斯塔梅薩（英語：Costa Mesa）。
Certance公司的磁帶產品主要有磁帶機（Tape Drive）與自動上帶機（Autoloader），其產品並在中小企業層級的市場中頗受歡迎，也因為如此，昆騰公司（Quantum）自2001年後的經營策略改全心專注於磁帶事業，但其擅長與好評之處在於大型企業用的大型磁帶櫃（Tape Library），在中小企業領域較為薄弱，因此決議收購Certance公司，兩家公司洽談之後，於2004年10月20日完成收併協議的簽署，由Quantum公司以6,000萬美元的現金收併Certance（在合併之前的連續三年Certance公司的營運都有獲利，即是家賺錢的企業），此一金額不包括額外支付給Certance公司業務人員的3,400萬美元現金。

## 外部連結
- Analysis: Tape Backup Giant Quantum Adds Muscle by Acquiring Certance（磁帶備份界的巨人：Quantum收併Certance後更添威力）（页面存档备份，存于）－2004年10月26日（英文）